# جون ك. ولز (مخرج)
جون ك. ولز (بالإنجليزية: John K. Wells)‏ هو مونتير وكاتب سيناريو ومنتج أفلام ومخرج أمريكي، ولد في 22 مايو 1878، وتوفي في 17 أبريل 1949.

## وصلات خارجية
- جون ك. ولز على موقع IMDb (الإنجليزية)
- جون ك. ولز على موقع أول موفي (الإنجليزية)
- جون ك. ولز على موقع قاعدة بيانات الفيلم (الإنجليزية)
- جون ك. ولز على موقع كينوبويسك (الروسية)